# Аллах-Юн
Алла̀х-Юн (на руски: Аллах-Юнь; на якутски: Ааллаах-Үүн) е река в Азиатската част на Русия, Източен Сибир, Хабаровски край и Република Якутия (Саха), десен приток на Алдан. Дължината ѝ е 586 km, която ѝ отрежда 142-ро място по дължина сред реките на Русия.
Река Аллах-Юн води началото си от южния склон на хребета Сунтар-Хаята, на 1879 m н.в., в най-северната част на Хабаровски край. С изключение на последните си 100 km река Аллах-Юн тече в пределите на Юдомо-Майската планинска земя в началото на юг, а след устието на река Бам на запад в дълбока и тясна долина със стръмни склонове. В средното си течение проломява в дълбоко дефиле хребетите Сете-Дабан и Улахан-Бом. След устието на река Сахара (при 94 km) навлиза в най-източната част на Лено-Алданското плато където долината ѝ значително се разширява, а руслото ѝ се дели на ръкави по заливната ѝ тераса. Влива отдясно в река Алдан, при нейния 770 km, на 162 m н.в., на 20 km югозападно от посьолок Елдикан, Република Якутия (Саха).
Водосборният басейн на Аллах-Юн има площ от 24,2 хил. km2, което представлява 3,29% от водосборния басейн на река Алдан и се простира в югоизточната част на Република Якутия (Саха) и най-северната част на Хабаровски край.
Границите на водосборния басейн на реката са следните:
- на изток и юг – водосборния басейн на река Мая, десен приток на Алдан;
- на запад и северозапад – водосборните басейни на реките Ханда и Тири, десни притоци на Алдан;

Река Аллах-Юн получава множество притоци с дължина над 10 km, като 2 от тях са с дължина над 100 km:
- 363 → Анча 147 / 4740, Република Якутия (Саха)
- 94 ← Сахара 117 / 2880, Република Якутия (Саха)

Подхранването на реката е смесено, като дъждовното с малко превишава снежното. Режимът на оттока се характеризира с високо пролетно-лятно пълноводие (37% от годишния отток) и епизодични, но много високи летни прииждания (юни-септември) в резултат на проливни дъждове. Най-пълноводен е месен юни. Среден годишен отток в долното течение 177 m3/s, което като обем се равнява на 5,586 km3/год, максимален 3380 m3/s, минимален 0,26 m3/s. Ледовете по течението на Аллах-Юн започват да се появяват в началото на октомври и до края на месеца реката замръзва. В горното и средно течение замръзва до дъно. Размразява се в средата на май, като средната продължителност на периода с ледови явления е 221 дни.
По течението на реката в Република Якутия (Саха) има четири постоянни населени места: посьолки: Аллах-Юн, Звьоздачка и Солнечний и село Уст Иникчан.
По време на пълноводие река Аллах-Юн е плавателна в долното си течение. През последните 30 години в долината на реката, в района на по-горе изброените населени места са извършва промишлен добив на злато, в резултат на което водите ѝ са замърсени.